# عبد الله باندا
عبد الله باندا أباكر نورين، الذي يشار إليه عمومًا باسم عبد الله باندا، كان القائد العام لحركة العدالة والمساواة الجماعية (JEM)، أحد عناصر جبهة المقاومة المتحدة. اعتبارًا من يونيو 2019 وهو مطلوب للمحاكمة أمام المحكمة الجنائية الدولية لثلاث تهم تتعلق بجرائم حرب يُزعم أنها ارتكبت خلال غارات هاسكانيتا ضد قوات حفظ السلام التابعة للاتحاد الأفريقي في سياق نزاع دارفور في السودان.

## الولادة والعرق
وفقًا لمعلومات من المحكمة الجنائية الدولية، ولد عبد الله باندا في عام 1963 أو حواليه في واي، دار كوبي، شمال دارفور. وهو من قبيلة الزغاوة.

## غارات هاسكانيتا
في مساء يوم 29 سبتمبر/ أيلول 2007 ، زُعم أن جماعات بقيادة باندا و صالح جربو هاجمت جنود بعثة الاتحاد الأفريقي في السودان (AMIS) في موقع هاسكانيتا العسكرية في أم كدادة في شمال دارفور. وقُتل ما مجموعه 12 من حفظة السلام التابعين لبعثة الاتحاد الأفريقي في السودان.

## إجراءات المحكمة الجنائية الدولية
بعد إحالة الوضع في دارفور إلى المحكمة الجنائية الدولية من قبل مجلس الأمن التابع للأمم المتحدة من خلال قراره رقم 1593 في 31 مارس 2005، أصبح نزاع دارفور تحت اختصاص المحكمة الجنائية الدولية. فتح المدعي العام للمحكمة تحقيقاً في 6 حزيران/ يونيو 2005. في 27 أغسطس 2009، صدرت أوامر استدعاء ضد باندا وجربو تحت الختم. وقد تم الكشف عنهما في 15 يونيو 2010، مباشرة قبل المثول الأول الطوعي للمشتبه فيهما أمام المحكمة. ووجهت إليهم ثلاث تهم بارتكاب جرائم حرب: العنف في الحياة والنهب ومهاجمة قوات حفظ السلام.
بعد تأكيد جلسة الاستماع في 8 ديسمبر 2010، تم تأكيد التهم والتزم المشتبه بهم بالمحاكمة في 7 مارس 2011.
أصدرت المحكمة الجنائية الدولية مذكرة إعتقال في سبتمبر 2014. تم تأجيل محاكمته إلى أجل غير مسمى أثناء انتظار اعتقاله. اعتبارًا من يونيو 2019، ظل باندا طليقاً.